# Oliver Popović
Oliver Popović (in serbo Оливер Поповић?; Užice, 18 marzo 1970) è un ex cestista e allenatore di pallacanestro jugoslavo, dal 2006 serbo.

## Palmarès

### Giocatore
- YUBA liga: 1

Stella Rossa Belgrado: 1997-98
- Coppa di Jugoslavia: 1

Partizan Belgrado: 1989
- Coppa Korać: 1

Partizan Belgrado: 1988-89
- Coppa di Russia: 2

Lokomotiv Vody: 2000
UNICS Kazan': 2002-03